# Z32 (есмінець)
Z32 (нім. Z32) — військовий корабель, ескадрений міноносець типу 1936A (Mob) Кріґсмаріне за часів Другої світової війни.
Есмінець Z32 закладений 1 листопада 1940 року на верфі заводу Deutsche Schiff- und Maschinenbau, AG Weser у Бремені. 15 серпня 1941 року спущений на воду, а 15 вересня 1942 року введений до складу військово-морських сил Третього Рейху.

## Історія служби
5 березня 1943 року 8-ма флотилія есмінців (Z23, Z24, Z32 і Z37) у рамках операції «Карін» здійснила прорив через Англійський канал до французького узбережжя Атлантичного океану. Попри атаки британської берегової артилерії та моторних торпедних катерів, німецькій флотилії вдалося неушкодженою пройти через Дуврську протоку, лише Z37 дістав незначних пошкоджень, наразившись на мілину біля Гавра. 28 березня флотилія забезпечувала прикриття при спробі італійського проривача блокади, судна Himalaya, відплисти на Далекий Схід, але італійське судно вимушено повернулося в Бордо після того, як його помітив британський розвідувальний літак.
30 березня Z32 разом з есмінцями Z23, Z24 і Z37 вирушили назустріч проривачу блокади Pietro Orseolo. Важкі повітряні атаки британських «Бофайтерів» були відбиті, німецькі есмінці збили п'ять літаків, що атакували. Втім Pietro Orseolo пошкодили торпедою з американського підводного човна «Шад», перш ніж він досяг безпечної зони в лимані Жиронди 2 квітня. 9 квітня Himalaya зробив ще одну спробу прорватися, але він та кораблі прикриття були помічені літаючим човном «Сандерленд». На зворотному шляху кораблі Осі атакували бомбардувальники «Віккерс Веллінгтон» і торпедоносці «Хендлі Пейдж Хемпден», п'ятеро з яких були збиті німецькими засобами ППО.
До початку вторгнення союзного морського десанту в Західну Європу Z32 перебував у складі 8-ї флотилії есмінців під командуванням капітана-цур-зее Теодора фон Маухенгайма, що оперувала в Біскайській затоці. Діставши повідомлення про висадку англо-американських сил у Нормандії, командир флотилії віддав наказ трьом боєготовим есмінцям Z24, Z32, ZH1 та міноносцю T24 вирушити до Бреста та розпочати контрдії проти флоту вторгнення.
6 червня 1944 року капітан-цур-зее Теодор фон Бегтольсгайм, командир 8-ї флотилії есмінців, наказав своїм есмінцям, що залишилися, ZH1, Z24, Z32 і міноносцю T24, виступити до французького Бреста, щоб почати атаки проти союзних сил вторгнення. На шляху переходу кораблі атакували британські важкі винищувачі «Бофайтер», Z32 було пошкоджено парою ракет, а один літак був збитий.
9 червня під час патрулювання, британська повітряна розвідка виявила біля берегів Бретані за 20 миль від острова Іль-де-Ба групу німецьких ескадрених міноносців. На перехоплення противника вийшли британсько-канадські кораблі 10-ї флотилії «Ашанті», «Ескімо», «Джавелін», «Хаїда», «Гурон» та «Піорун» і «Блискавиця» на чолі з есмінцем «Тартар». Німецькі кораблі були помічені першими, і британці відповідно відкрили вогонь першими, а німці у відповідь здійснили по чотири залпи з кожного есмінця, які не влучили в цілі. Британський вогонь був надзвичайно ефективним: ZH1 був сильно пошкоджений есмінцями «Ашанті» і «Тартар» першим же залпом. Тоді два британські есмінці перевели вогонь на Z24 і ZH1 загубився у темряві. Пізніше британці зосередили свій вогонь на Z32, який, у свою чергу, почав вогневу дуель з британським «Тартаром» і спричинив на борту противника вогонь. «Ашанті» готувався розвернутися, щоб атакувати Z32, коли ZH1 підійшов до цього району та обстріляв пошкоджений «Тартар» зі своїх кормових гармат. Потім «Ашанті» торпедував ZH1, відірвавши його кормову частину; незважаючи на це, передні гармати продовжували обстрілювати британський корабель. ZH1 також випустив залишок торпед, але промахнувся. Водночас становище корабля було безнадійним і його капітан наказав екіпажу покинути корабель і встановив глибинні бомби, щоб затопити корабель. Під час бою загинули три офіцери і 36 членів екіпажу есмінцю. Один човен з одним офіцером і 27 матросами досяг узбережжя Франції, британці врятували ще 140 членів екіпажу.
Пошкоджений Z32, переслідуваний канадськими есмінцями «Хаїда» і «Гурон», наразився на мілину поблизу острову Іль-де-Ба під час чого дев'ять німецьких моряків загинули. 15 червня 1944 року, близько 21:30, дві хвилі по 12 бомбардувальників атакували його на мілині в північно-західному куті острова Ба, остаточно знищивши німецький корабель.